# Bolesław Zaleski
Bolesław Zaleski (ur. 13 stycznia 1866 w Borszczowie, zm. 20 lutego 1933 w Muncewiczach) – tytularny generał brygady Wojska Polskiego, kawaler Orderu Virtuti Militari.

## Życiorys
Urodził się 13 stycznia 1866 w Borszczowie, mieście powiatowym ówczesnego Królestwa Galicji i Lodomerii. W latach 1877–1884 uczęszczał do Gimnazjum w Kołomyi, następnie kształcił się w korpusie kadetów w Trydencie i odbył obowiązkową służbę wojskową w cesarskiej i królewskiej armii, w charakterze jednorocznego ochotnika. Na stopień podporucznika został mianowany ze starszeństwem z 1 stycznia 1894 w korpusie oficerów rezerwy piechoty i przydzielony do Galicyjsko-Bukowińskiego Pułku Piechoty Nr 24 we Lwowie. W 1895 został powołany do zawodowej służby wojskowej w stopniu podporucznika ze starszeństwem z 1 czerwca 1895 i wcielony do Styryjskiego Pułku Piechoty Nr 87 w Trieście. Na stopień porucznika został mianowany ze starszeństwem z 1 maja 1899. W 1900 został przeniesiony do Galicyjskiego Pułku Piechoty Nr 90 w Rzeszowie. Pełnił w nim służbę przez kolejnych pięć lat. Wyrokiem Sądu Garnizonowego w Przemyślu nr 9410 G.G. z 20 lutego 1905 został wykluczony z korpusu oficerskiego. 
W sierpniu 1914 na czele Polskich Drużyn Strzeleckich ze Lwowa wstąpił do Legionu Wschodniego. W trzeciej dekadzie września 1914, po rozwiązaniu Legionu Wschodniego, wstąpił w szeregi 3 pułku piechoty Legionów Polskich. Objął dowództwo 13. kompanii IV batalionu . Na jej czele walczył 12 października 1914 w bitwie pod Rafajłową . W końcu tego miesiąca objął dowództwo IV baonu 3 pp .
Dowodził 15 pułkiem piechoty „Wilków”, a od lipca 1921 XVII Brygadą Piechoty.
12 stycznia 1921 Naczelny Wódz „w uwzględnieniu nienagannego prowadzenia się i wybitnych zasług bojowych, zarówno w wojnie światowej, jako też obecnej przywrócił mu „w drodze łaski” stopień oficerski, którego utrata orzeczona została wspomnianym wyżej wyrokiem Sądu Garnizonowego w Przemyślu. 16 lutego 1921 został zatwierdzony w stopniu pułkownika z dniem 1 kwietnia 1920, w „grupie byłych Legionów Polskich”. W październiku został wyznaczony na stanowisko dowódcy piechoty dywizyjnej 28 Dywizji Piechoty w Warszawie. Z dniem 31 października 1923 został przeniesiony w stan spoczynku, w stopniu tytularnego generała brygady, z powodu przekroczonego wieku 57 lat. Zmarł 20 lutego 1933 w majątku Muncewicze, w powiecie wołożyńskim. Pochowany na cmentarzu parafialnym w miejscowości Bakszty.
31 maja 2012 poseł Włodzimierz Karpiński wystąpił do ministra spraw zagranicznych z zapytaniem w sprawie sprowadzenia do Polski szczątków generała brygady Bolesława Zaleskiego. 2 lipca 2012 odpowiedź na zapytanie udzieliła podsekretarz stanu w MSZ Grażyna Bernatowicz. Odpowiedź kończy zdanie „Ministerstwo Obrony Narodowej poinformowało, że w przypadku decyzji rodziny generała o sprowadzeniu jego prochów do Polski udzieli pomocy w zorganizowaniu wojskowej oprawy ceremonialnej uroczystości i pogrzebu na terenie kraju, zgodnie z honorami należnymi kawalerowi Orderu Wojennego Virtuti Militari”.

## Ordery i odznaczenia
- Krzyż Srebrny Orderu Wojskowego Virtuti Militari – 28 lutego 1921[17]
- Krzyż Niepodległości – 12 maja 1931 „za pracę w dziele odzyskania niepodległości”[18]
- Krzyż Oficerski Orderu Odrodzenia Polski
- Krzyż Walecznych trzykrotnie[1] (po raz 1 i 2 w 1921[19])
- Srebrny Medal Waleczności 1 klasy – 10 listopada 1917[20]